# Giovanni Battista Bononcini
Giovanni Battista Bononcini, tudi Giovanni Battista Buononcini, italijanski baročni skladatelj in violončelist, * 18. julij 1670, Modena, † 9. julij 1747, Dunaj.
Giovanni Bononcini je bil eden najbolj cenjenih skladateljev svoje dobe. 

## Življenjepis
Rodil se je v Modeni v dinastiji glasbenikov (njegov oče je bil violinist in skladatelj Giovanni Maria Bononcini, dvorni glasbenik modenskega vojvode). Osem let star je osirotel in ostal brez sredstev za preživljanje. V posvetilu k svojim Dvanajstim sinfoniam op. 3 je zapisal: »Od staršev sem prejel ravno toliko življenja, da ga je bilo dovolj za bedo. Ko sta umrla, sta me še otroka zapustila v krempljih revščine.« Za njegovo glasbeno izobrazbo je (domnevno iz prijateljstva do pokojnega očeta) poskrbel predstojnik filharmonične družbe v Bologni Giovanni Paolo Colonna. Ta ustanova, ki je od leta 1666 delovala pod okriljem bazilike San Petronio v Bologni, je pomembno vplivala na razvoj baročnih glasbenih oblik v 2. polovici 17. stoletja. V njej so delovali mojstri, ki so odločilno prispevali k izoblikovanju oratorija, koncerta, sonate da chiesa in sonate da camera, sinfonie in concerta grossa. Nadarjeni Bononcini je leta 1687 postal član filharmonične družbe in violončelist v orkestru pri sv. Petroniju, v drugih bolonjskih cerkvah pa so izvajali njegove maše in oratorije. Po postanku v Milanu je leta 1690 je odšel v Rim, kjer je deloval pod pokroviteljstvom družine Colonna.
V baročni dobi je bila italijanska opera najljubše razvedrilo zabave željne fevdalne družbene smetane. Na številne evropske dvore so se zgrinjali italijanski skladatelji, libretisti, impresariji, primadone in kastrati, pa tudi množica pustolovcev in prevarantov, željnih lahkega zaslužka; ozračje v opernih gledališčih je bilo stalno naelektreno od spletk in kruhoborskih prepirov. Visoki gospodje so si speljevali pevce in gledališke strokovnjake. (Kastrat Farinelli je za en sam večer žvrgolenja pred španskim kraljem prejel petsto zlatnikov.)
Bononcini je v nekaj letih napisal pet opernih uspešnic, posebej se je proslavil z operama Camillin triumf, ki so ga med letoma 1706 in 1709 v Londonu ponovili kar štiriinšesdesetkrat in Kserkses, iz katere si je leta 1739 za svojega Kserksa glasbene ideje izposojal Händel. Bononcini je zaslovel po vsej Evropi in leta 1698 se je ustalil na Dunaju na dvoru v italijansko glasbo zaljubljenega cesarja Leopolda I. V milosti je bil tudi pod njegovim naslednikom Jožefom I., leta 1714 pa se je vrnil v Rim po nastopu vladavine Karla IV., ki je po dolgi vojni za špansko nasledstvo nasledil prazno blagajno in izčrpano deželo, zato ni mogel biti širokosrčen do glasbenikov. 
Leta 1720 je Bononcini sklenil, da bo svoj sloves vnovčil v Londonu, kjer je že nekaj let kot direktor Kraljeve družbe na operni sceni vedril in oblačil Händel. Na napetosti med njima ni bilo treba dolgo čakati. Bononcinija je podpiral junak vojne za špansko nasledstvo, vojvoda Marlbrough, Händla pa kraljevska družina. Nekaj sezon je bil Italijan uspešnejši: njegove opere so doživele več ponovitev kot Händlove. Priložnost, da opravi z njim, se je slednjemu ponudila šele leta 1731, ko so Bononciniju dokazali plagiat; pod svojim imenom je namreč dal izvesti madrigal Antonia Lottija. Bononcini je moral oditi iz Londona. Nekaj časa je živel v Parizu, kjer ga je neki grof Ughi opeharil in ga pahnil v revščino. Leta 1735 je bival v Lisboni, leta 1742 pa mu je cesarica Marija Terezija naklonila preživnino in naročila pri njem Te deum. Tudi v starosti je bil pogosto na poti, saj je še po letu 1740 izpričano njegovo bivanje na Portugalskem in v Italiji. Umrl je na Dunaju. 